# Bankasoka
Rijeka Bankasoka je rijeka u Sijera Leoneu.
Kao plimni estuarij (koji se također naziva Port Loko Creek) spaja se s rijekom Rokel na jugu i tvori rijeku Sierra Leone.
Na ovoj rijeci nalaze se dvije luke, Port Pepel i Port Loko.
Bankasoka je obalna rijeka koja, zajedno s rijekom Rokel, čini estuarij rijeke Sierra Leone oko 40 kilometara od obale Atlantskog oceana. Njezin sjeverni dio poznat je i kao Tumbu-See). Rijeka je također poznata kao Port Loko Creek jer se na njoj nalazi istoimeni grad.
U blizini Luke Loko nalaze se tri male hidroelektrane.